# Зиверсхюттен
Зиверсхюттен (нем. Sievershütten) — община в Германии, в земле Шлезвиг-Гольштейн. 
Входит в состав района Зегеберг. Подчиняется управлению Кисдорф.  Население составляет 1174 человека (на 31 декабря 2010 года). Занимает площадь 7,09 км².

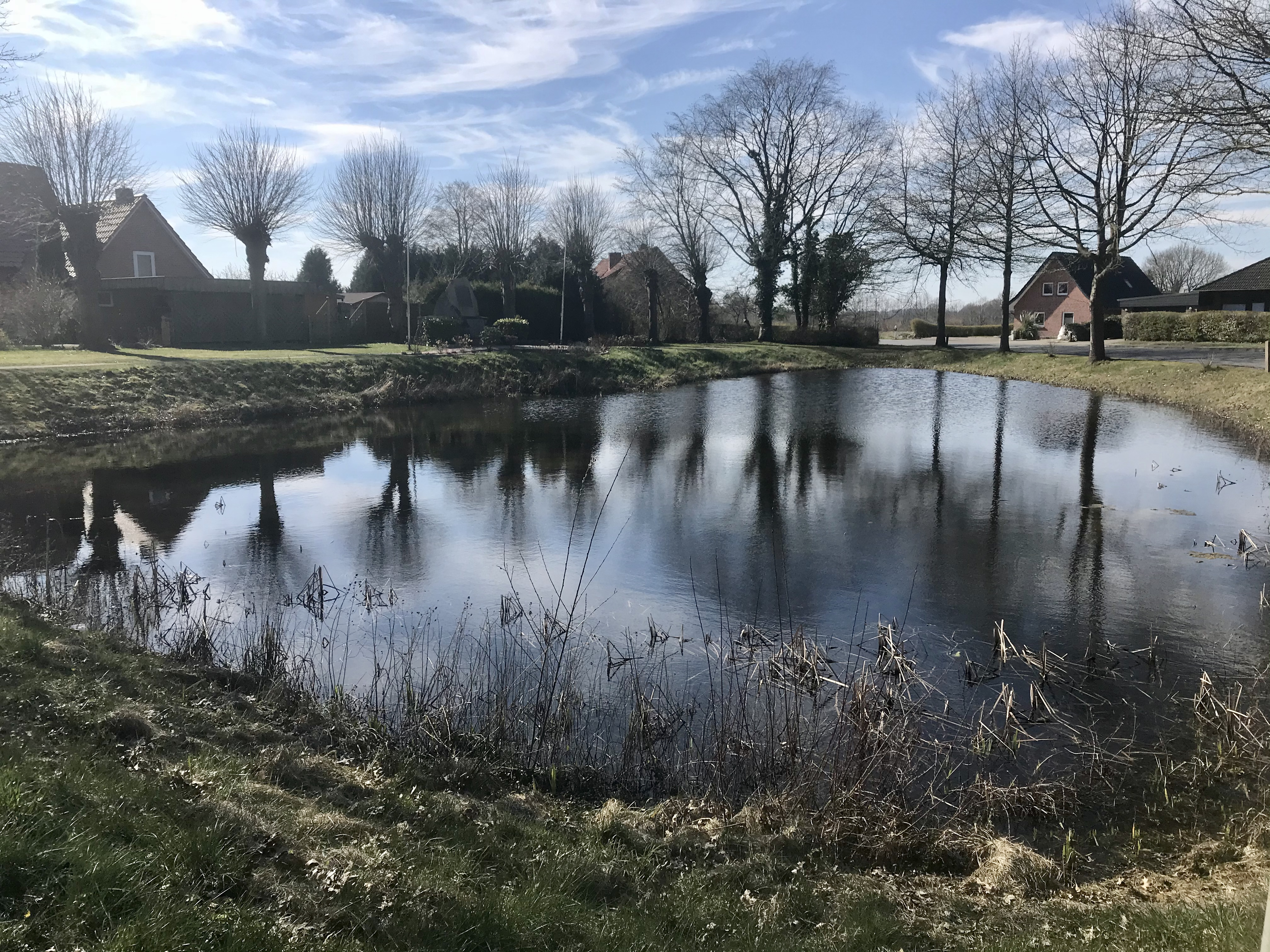
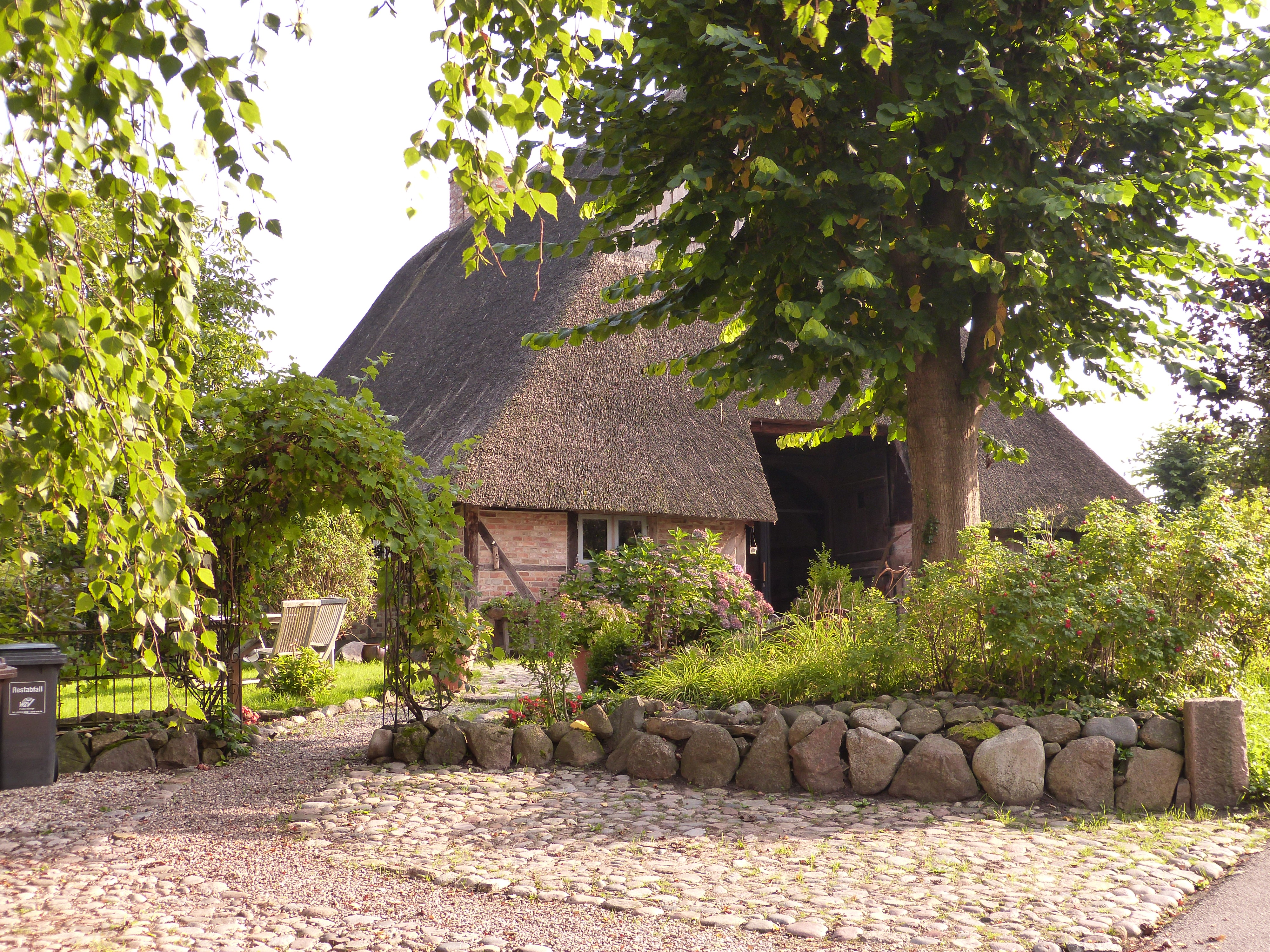